# Дарије II
Дарије II  је био краљ Персије од 423. п. н. е. до 404. п. н. е.. Он је био незаконити син цара Артаксеркса и вавилонске конкубине.
Након смрти цара Артаксеркса, влада Артаксерксов законити син Ксеркс II. Незаконити синови Дарије II и Согдијан су претенденти за престо. Согдијан убија Ксеркса II, само 45 дана након доласка на власт. Командант коњице убија Согдијана након 6 месеци, а Дарије II постаје једини краљ.
Током његове владавине непрекидно и велико опорезивање узрокује напуштање земљорадње. Многа поља се претварају у пашњаке, да би се избегли порези. Персијска моћ се срозава.
Дарије II је обновио споразум са Атином. Персија смирује једну од побуна у Сарду 413. п. н. е.. Када се побунио Даријев син Аморг 413. п. н. е. у Карији, Атина је помагала побуну. Дарије зато одлучује да помаже Спарту против Атине.
Пошто је сад Сард био поново смирен, Персија почиње убирати порезе од грчких градова, а нуди и помоћ спартанским трупама у Азији. Потписује се споразум са Спартом о заједничком рату против Атине. Али спартански политичари одбијају да ратифицирају споразум, који би омогућавао проширење Персије у грчкој сфери интереса. Спартански амбасадор захтева промену, али не успева. У међувремену један одбегли Атињанин уверава Персијанце да се одгоди плаћање Спарти, јер би после спартанске победе Спарта била противник Персије. Након доста изгубљеног времена у трећем уговору Спартанци признају персијске порезе у Азији, али не ван Азије, а Персијанци плаћају Спарту.
У Медији је избила побуна, коју Дарије II смирује. Спречио је један дворски преврат, којег предводи еунух, који је покушао бити краљ. У Египту 409. п. н. е. избија побуна збох једног јеврејског храма. До 404. п. н. е. Египат је био изгубљен за Персијско царство.
Године 409. п. н. е. Атињани продиру у Малу Азију и пале жито у Лидији. Даријев син Кир Млађи постаје командант трупа у Азији. Кир почиње давати велику новчану помоћ Спарти. То омогућује Спарти да победи и да сасече снабдевање Атине житом из области око Црног мора. Глађу притиснута Атина предаје се 404. п. н. е. .
Наслеђује га син Артаксеркс II.